# Libius Severus
Libius Severus (5. století – 14. listopadu 465) byl západořímský císař v letech 461 až 465. Vládu místo něho vykonával patricius Ricimer, jenž ho po zavraždění jeho předchůdce Maioriana dosadil na trůn jako svoji loutku. Severus se nedočkal uznání ze strany východořímského císaře Leona I. a jako císaře ho neakceptovali ani velitelé v Galii a Dalmácii.

## Život

### Původ a získání trůnu
O původu Libia Severa a o jeho politické kariéře před nástupem na trůn se dochovalo minimum informací. Prameny uvádí jen to, že se jednalo o římského senátora pocházejícího z Lukánie. Podle některých tvrzení zahrnovalo jeho jméno cognomen Serpentius.
Dne 7. srpna 461 nechal patricius a magister militum Ricimer popravit císaře Maioriana, načež v Itálii nastalo interregnum trvající déle než tři měsíce. Ricimer držel veškerou moc, nicméně kvůli svému barbarskému původu nemohl získat hodnost císaře. Uprázdněný západní trůn poutal pozornost vandalského krále Geisericha, který po Maiorianově smrti vypověděl mírovou smlouvu uzavřenou s tímto panovníkem a začal drancovat pobřeží Sicílie a Itálie. Od vyplenění Říma v roce 455 Geiserich zadržoval Licinii Eudoxii, vdovu po císaři Valentinianovi III., a jejich dcery Eudokii a Placidii. Starší Eudokie se v zajetí provdala za králova syna Hunericha. Geiserich prosazoval za císaře západní části říše senátora Olybria, neboť ten byl jako manžel Valentinianovy mladší dcery Placidie Hunerichovým švagrem. Navzdory nájezdům Vandalů Ricimer ignoroval Geiserichova kandidáta a rozhodl se pro vlastního uchazeče, postaršího Libia Severa. Jeho volbou se chtěl patrně zavděčit italské aristokracii. 19. listopadu 461 byl Severus na Ricimerův popud prohlášen v Ravenně za augusta.

### Vláda
Severus se formálně stal císařem, nezpochybnitelným vládcem Západu přesto zůstával Ricimer, jenž rozsahem svého podílu na řízení státu předčil všechny západořímské vojevůdce zastávající před ním obdobnou roli. Severus byl jako výtvor všemocného patricia pouhým „stínovým“ císařem bez reálného vlivu na chod říše. Tomu nasvědčují i nálezy bronzových mincí s nápisy oslavujícími Ricimera způsobem vyhrazeným císaři. Některé ze Severových mincí nadto obsahují Ricimerův monogram. Patriciovu výsadní pozici dokládají i záznamy o vpádu skupiny Alanů do severní Itálie počátkem roku 464. Prameny mu připisují zásluhu na porážce těchto útočníků u města Bergamo a zabití jejich krále Beorgora. V souvislosti s touto událostí se v jednom z nich dokonce o Ricimerovi hovoří jako o králi.
Severovo postavení ztěžovalo rovněž stanovisko východořímského císaře Leona I., odmítajícího uznat ho za svého spoluvládce. V Konstantinopoli na něho proto nahlíželi jako na uzurpátora. Východní kronikář Marcellinus Comes tvrdí o Severovi, že si přivlastnil Maiorianovu pozici a vládu nad Západem ukradl. Jordanes poznamenává, že po Maiorianově smrti Severus zabral jeho místo bez Leonova svolení. Rezervovaný postoj Východu k Severovi se promítl i do výběru dvojic konzulů. V souladu s tradicí měla každá z obou polovin říše zvolit pro příslušný rok jednoho z vykonavatelů tohoto úřadu. V roce 462 Severus nastoupil konzulát, avšak na Východě ho nepřijali a jmenovali dva vlastní konzuly. Totéž se opakovalo i roku 463, kdy se na Západě stal konzulem vlivný italský senátor Caecina Decius Basilius. V letech 464 a 465 nebyli ustaveni žádní západní konzulové, což mohlo být důsledkem pokusu o usmíření s východním dvorem, byť neúspěšným.
Kolabující západořímská říše pozbyla do počátku šedesátých let 5. století kontrolu nad značnou částí svého území. Římané opustili Británii, Afriku si podmanili Vandalové a rozlehlé oblasti Galie a Hispánie obsadili Vizigóti, Burgundi, Svébové a jiní barbaři. Nepřehledná situace se dále zkomplikovala krátce po Severově intronizaci, když ho někdejší Maiorianův spolubojovník a vojenský velitel v Galii (magister militum per Gallias) Aegidius neuznal za císaře.
V reakci na Aegidiovu vzpouru jmenoval Severus galským velitelem Agrippina, někdejšího Aegidiova protivníka. Císař zřejmě na sever od Alp nedisponoval žádnými vojenskými silami s výjimkou Vizigótů a Burgundů. Výměnou za podporu v boji proti Aegidiovi odevzdal Ricimer vizigótskému králi Theodorichovi II. strategicky důležité město Narbo (Narbonne) v jižní Galii. Jeho odstoupením došlo k přerušení pozemního spojení s Hispánií a k dalšímu posílení vlivu Vizigótů v této zemi. Burgundi, jejichž krále Gundioka poutal s Ricimerem příbuzenský svazek, také využili nabízející se příležitosti a rozšířili svoji kontrolu nad údolím řeky Rhôny, přičemž zabrali Lugdunum (Lyon). Vizigóti vytáhli v roce 463 k Loiře proti Aegidiovi, avšak jeho vojsko, tvořené převážně franskými foederati, nad nimi zvítězilo v bitvě u Aureliana (Orléans). Aegidius se poté pokusil zahájit vyjednávání s Geiserichem, nicméně v následujícím roce byl zavražděn.
Podobný postoj jako Aegidius zaujal vůči novému císaři i Marcellinus, velitel v Dalmácii, žádající o potvrzení své hodnosti raději Leona. V závěru Maiorianova panování působil tento vojevůdce na Sicílii. Ricimer ho ale po Maiorianově zavraždění přiměl k návratu do Dalmácie, když podplatil jeho hunské žoldnéře. Marcellinův odchod ze Sicílie umožnil Vandalům, aby obnovili pustošení tohoto ostrova. Jejich loďstvo po celé období Severova vládnutí beztrestně plenilo pobřeží Středozemního moře a působilo vážné škody italskému hospodářství. Císař vyslal proto ke Geiserichovi svého vyslance, ovšem vandalský král odmítl jím předložený mírový návrh.

### Smrt
Po zhruba čtyřleté vládě Severus na podzim 465 v Římě zemřel. Okolnosti a přesné datum jeho úmrtí jsou poněkud nejasné. V pramenech se zmiňuje jako den Severova skonu 15. srpen, což ale zpochybňuje skutečnost, že jeden ze zákonů vydaných jeho jménem byl publikován až 25. září. Cassiodorus, píšící v 6. století, vytýká Ricimerovi, že měl Severa zrádně otrávit v jeho paláci. Naproti tomu Sidonius Apollinaris, císařův současník, označuje jeho smrt za přirozenou a za její datum uvádí 14. listopad.
Moderní badatelé se přiklánějí spíše k tomu, že Severus zemřel v listopadu 465. Někteří nevylučují, že příčinou smrti mohla být otrava, protože jeho odstraněním odpadla překážka bránící Ricimerovi ve vyjednávání s Východem. Západořímský trůn zůstal po Severově smrti více než rok neobsazený, než na něj Leon se souhlasem Ricimera dosadil z Konstantinopole příchozího aristokrata Anthemia.